# Presidente della Camera dei deputati (Romania)
Il presidente della Camera dei deputati della Romania (in romeno Președintele Camerei Deputaților din România) è il capo della camera bassa del Parlamento della Romania.

## Funzioni
In base all'art. 34 del regolamento della Camera, il presidente:
- Convoca le sessioni dell'assemblea.
- Conduce i lavori del Senato con l'assistenza di due segretari e assicura il mantenimento dell'ordine nel corso dei dibattiti, nonché il rispetto del regolamento.
- Accorda la parola, modera i dibattiti, stabilisce l'ordine di votazione, annuncia e proclama il risultato dei voti.
- Conduce i lavori dell'ufficio permanente di presidenza.
- Può rivolgersi alla Corte costituzionale sulla costituzionalità delle leggi.
- Assicura la trasmissione dei progetti legislativi, adottati o respinti dalla Camera, al Senato per dibattito, oppure al Presidente della Romania per la promulgazione.
- Compie le funzioni che gli spettano riguardanti l'esame parlamentare dei progetti di atti legislativi e progetti privi di carattere legislativo dell'Unione europea, nonché di altri documenti del dominio degli affari europei, in base alle previsioni del regolamento della Camera.
- Effettua trasferte nel paese come rappresentante della Camera dei deputati nei rapporti con le autorità pubbliche centrali e locali, con altre persone giuridiche rumene e con i cittadini.
- Rappresenta la Camera nelle relazioni esterne.
- Presenta rapporti giustificativi, annuali, nel quadro dell'ufficio permanente di presidenza sull'utilizzo dei fondi del presidente.
- Può disporre del segretario generale per effettuare controlli sulle attività dei servizi della Camera.

## Modalità di elezione e revoca
In base all'art. 64 della Costituzione della Romania il presidente è eletto ad inizio legislatura dai membri della Camera per l'intero mandato del parlamento.
L'elezione del presidente della Camera è disciplinata dall'art. 22 del regolamento interno. Questo prevede che il presidente sia eletto tramite scrutinio segreto dai deputati, che scelgono uno dei candidati proposti da ognuno dei gruppi parlamentari. Un gruppo parlamentare può proporre un solo candidato. È dichiarato presidente chi al primo turno di scrutinio ottiene le preferenze della maggioranza dei deputati presenti, a condizione del rispetto del quorum. Se nessun candidato dovesse conseguire tale soglia, è previsto un nuovo turno di scrutinio, cui partecipano i due candidati che al primo turno hanno ottenuto il maggior numero di voti. Al secondo turno è dichiarato vincitore il candidato che ottiene il maggior numero di voti.
La revoca del presidente può essere sottoposta a voto su richiesta del leader del gruppo parlamentare cui il presidente appartiene (art. 26 del regolamento della Camera). Se la proposta di revoca viene approvata dal voto della maggioranza dei deputati presenti, a condizione del rispetto del quorum, il presidente è destituito dall'incarico.
Nel caso in cui la posizione sia vacante, si organizza una nuova elezione.

## Supplenza del presidente della Romania
Nel caso in cui il ruolo di Presidente della Romania sia vacante o il titolare dell'incarico sia sospeso dalle funzioni, il presidente del Senato assume ad interim il ruolo di capo di Stato. Se anche il titolo di presidente del Senato è vacante, le funzioni del Presidente della Romania vengono esercitate temporaneamente dal Presidente della Camera dei deputati (art. 98 della costituzione).

## Elenco dei presidenti
Dal 1990 si sono susseguiti nell'incarico sedici titolari. Il primo presidente è stato Marțian Dan, che ha assunto la funzione nel giugno 1990.
La permanenza più lunga è stata quella di Adrian Năstase, presidente della Camera per più di cinque anni nel corso di due mandati non consecutivi dal 1992 al 1996 e dal 2004 al 2006. La più breve, al contrario, è stata quella di Daniel Suciu, eletto per gli ultimi tre mesi della legislatura 2020-2024.
Adrian Năstase, Ludovic Orban, Sorin Grindeanu e Marcel Ciolacu sono stati gli unici presidenti della Camera dopo il 1989 ad essere stati anche primi ministri.
Solamente i primi quattro presidenti della Camera (Dan Marțian, Adrian Năstase, Ion Diaconescu e Valer Dorneanu) hanno completato l'intero ciclo della legislatura in cui sono stati eletti.